# Giuseppe Giacosa
Giuseppe Giacosa (Colleretto Parella ma Colleretto Giacosa, 1847. október 21. – Colleretto Parella, 1906. szeptember 1.) olasz drámaíró, librettista.

## Életpályája
Piemonti ügyvéd fiaként, Giacosa a torinói egyetemen szerzett jogi diplomát, de hamarosan feladta a szakmáját és színházak számára kezdett el drámákat írni. Első sikeres vígjátéka a középkori Európában játszódó Una partita a scacchi (Egy sakkjátszma) volt 1878-ban. Ezt követően számos vígjátékot majd komolyabb hangvételű történelmi drámákat is írt. A későbbiekben korabeli társadalmi problémák feldolgozása foglalkoztatta Henrik Ibsen módján. Legjobb művei válságban levő emberek pszichológiai elemzései, mint például az 1894-ben írt I diritti dell’anima (A lélek útjai) valamint az 1900-as Come le foglie (Akár a hulló falevelek).
1891-ben Giacosát felkérték, hogy írja meg Giacomo Puccini következő operájának a Manon Lescautnak a librettóját. Giacosa Luigi Illicát kérte fel társszerzőnek. Ez a közreműködés alapozta meg kettejük kiváló munkakapcsolatát, amelyek eredményeképpen 1896-ban megszületett a Bohémélet szövegkönyve majd 1900-ban a Tosca, 1904-ben pedig a Pillangókisasszony librettója. Rendszerint Illica írta meg a szövegkönyvek elő változatát, Giacosa finomította azt és írta át versbe.

## Művei
- Al Pianoforte Torino, 1870
- Chi lascia la via vecchia per la nuova sa quel che lascia, e non sa quel che trova Torino, 1870
- Una partita a scacchi Torino, 1871
- A can che lecca cenere non gli fidar farina Colleretto Parella, 1872
- Non dir quattro se non l’hai nel sacco Torino, 1872
- La gente di spirito Torino, 1872
- Storia vecchia Torino, 1872
- Sorprese notturne Torino, 1875
- Il trionfo dell’amore Torino, 1875
- Acquazzoni in montagna Torino, 1876
- Il marito amante della moglie Milánó, 1876
- Il fratello d’armi Torino, 1877
- Luisa Milánó, 1879
- Il conte rosso Torino, 1880
- Il filo
- Il punto di vista
- La zampa del gatto Torino, 1883
- La sirena Róma, 1883
- Resa a discrezione Milánó, 1886
- La tardi ravveduta Cernobbio 1886
- Tristi amori Róma 1887
- La Signora di Challant Torino, 1891
- Diritti dell’animaVerona, 1894
- Come le foglie Milánó, 1900
- Il più forte Torino, 1904
- I figli del marchese Arturo Milánó, 1873
- Intrighi eleganti Colleretto Parella, 1874
- L’onorevole Ercole Malladri Torino, 1884
- Caino 1898

## Magyarul
- Az apród. Dramolet; ford. Radó Antal; Pfeifer, Bp., 188? (A Nemzeti Színház könyvtára)
- Borús szerelem. Színmű; ford. Radó Antal; Lampel, Bp., 1899 (Magyar könyvtár)
- Giacomo Puccini: Tosca. Melodráma; Sardou Viktor drámája nyomán szöveg Luigi Illica, Giuseppe Giacosa, ford. Várady Sándor; Operaház, Bp., 1903
- Giacomo Puccini: Bohém-élet. Opera; szöveg Henry Murger után Giuseppe Giacosa, Luigi Illica, ford. Radó Antal; Operaház, Bp., 1905
- Puccini Jakab: Pillangó kisasszony. Tragikus dalmű; szöveg Long János L., Belasco Dávid nyomán Luigi Illica, Giuseppe Giacosa, ford. Várady Sándor; Operaház, Bp., 1906
- Giacomo Puccini: Tosca; szöveg Victorien Sardou drámája alapján Giuseppe Giacosa, Luigi Illica, ford. Baranyi Ferenc; Eötvös, Bp., 2000 (Kétnyelvű operaszövegkönyvek)